# Écomusée du Véron
Le Musée du Véron est un musée français ouvert en 2003 et situé sur la presqu’île du Véron, à proximité de la confluence Loire-Vienne, à Savigny-en-Véron (Indre-et-Loire).
À partir du 10 février 2024, l'écomusée devient le Musée du Véron, un musée d'anthropologie sociale et culturelle. Des œuvres iconiques y sont attendues, telles que le Penseur de Rodin.
L'espace bocager est classé Espace naturel sensible. Le bocage et ses habitants (faune et flore) font partie intégrante des collections, vivantes, du musée.

## Situation
Au cœur du Val de Loire, inscrit au patrimoine mondial de l’UNESCO, l’Écomusée du Véron est situé à la croisée de trois départements français : l’Indre-et-Loire, le Maine-et-Loire et la Vienne. Implanté sur la presqu’île du Véron, il est à proximité de la confluence Loire-Vienne à Candes-Saint-Martin.

## Historique
Pierre Acier,, passionné d’histoire locale, a réuni une importante collection sur le patrimoine du Véron. Il est l’instigateur du projet d’un Écomusée du Véron. Ce projet, relayé par les élus regroupés au sein du District Rural du Véron, a pris corps avec l’achat d’un ensemble de bâtiments situé sur la Commune de Savigny-en-Véron dans les années 2000.
L’APEV, association constituée est très impliquée, puisque son président est à l’origine des collections. Son objectif est double : la collecte et les actions ponctuelles. L’association a créé un réseau de partenaires ; elle connaît parfaitement le Véron, ses habitants et son patrimoine. L’animation qu’elle crée à l’Écomusée cible les adultes et les scolaires avec des projets pédagogiques.
L’Écomusée du Véron est reconnu Musée de France depuis 2001 grâce au don de trois mille objets liés à la vie rurale du Véron. Il ouvre officiellement ses portes en  juin 2003.
En 2014, de nouveaux travaux permettent de donner un nouveau visage à la structure qui repense l’accueil - boutique, installe une nouvelle salle pédagogique et institue de nouvelles réserves. Progressivement, le fonds s’enrichit grâce à l’acquisition de collections ethnographiques et archéologiques. Entre-temps, le territoire administratif s’agrandit, passant de quatre à dix-huit communes. L’Écomusée étend alors son domaine d’exposition et d’études à la rive gauche de la Vienne que l’on appelle aussi la Rabelaisie. C’est aussi toutes les communes du Chinonais : Rivière, Anché, Marçay, Saint Benoit la forêt, etc. Puis la commune de Chouzé-sur-Loire.
En 2018, le plan « Culture près de chez vous » vise à favoriser l’itinérance des œuvres d’art et des objets issus des collections des musées parisiens. Sélectionné en tant que « musée pilote » pour cette opération, l’Écomusée développe un partenariat avec le Centre Georges Pompidou.

## Présentation
L’Écomusée est installé dans un ensemble de bâtiments composé de deux fermes accolées. Ces édifices forment un tout homogène, qui date du début XIXe. Les matériaux de construction proviennent du sous-sol ou de la proche forêt de Chinon (le tuffeau, la chaux, les sables de Loire ou de Vienne, les ardoises de Trélazé, le bois de la forêt de Chinon). L’existence d’un mur contrefort, d’une pièce refuge et la surélévation du niveau des sols des habitations constituent des techniques de construction et d’architecture vernaculaires destinées à atténuer l’impact des crues.
Le site est également implanté au cœur du bocage du Véron avec cinq hectares de prairies qui entourent les espaces d’exposition. Ils abritent animaux sauvages et domestiques. Ainsi, oiseaux, insectes, petits mammifères et autres habitants côtoient le cheval, l’âne, les vaches, les moutons et les chèvres au sein de prairies bocagères. L’Écomusée est engagé dans la préservation de ce paysage façonné par l’homme depuis le Moyen Âge. L’éco-pâturage et la réhabilitation des haies favorisent le développement d’un écosystème remarquable. Cette biodiversité est remarquable, classée au titre de Natura 2000 et bientôt Espace naturel sensible.
De plus, la vocation de l’Écomusée est de rendre compte de l’identité véronaise dans sa globalité : comment s’est organisée la vie jusqu’à nos jours sur ce territoire : une variété de paysages, la place de l’eau, le climat, la flore et la faune ont induit des pratiques. Rien n’est anodin, si l’habitat est en tuffeau c’est que le matériau est présent dans le sous-sol, si l’habitat est implanté seulement dans des zones spécifiques, c’est qu’elles sont habituellement hors d’eau, pourquoi existe-t-il un habitat troglodyte, comment sont organisées les fermes et leur activité en fonction des terrains, quels rapports ont les habitants à la Loire et à la Vienne, y a t il une différence, quelles activités sont liées à l’eau (chasse dans le bocage inondé, pêche, transport de marchandises…). La liste des thèmes à traiter n’est pas exhaustive.
Des démonstrations de savoir-faire sont organisées à l’Écomusée où s’activent de nombreuses associations et acteurs du pays du Véron comme le CPIE Touraine-Val de Loire], les Bateliers ligériens, la LPO, le conservatoire d’espaces naturels de la Région Centre, l’association « Four et Sculpture entre Vienne et Loire », etc. L’équipe de médiation propose une offre éducative variée, reflétant la pluridisciplinarité du musée. La démarche pédagogique se veut participative et amène à découvrir, expérimenter, créer ; le visiteur est acteur de l’atelier.
Enfin, depuis l’ouverture de l’Écomusée au public, il est aussi un lieu d’accueil d’artistes. Les résidences existent et perdurent depuis l’ouverture du musée en 2003. Des artistes de renom ont créé ici, comme Erik Samakh ou Michel Blazy. Depuis 2017, les élèves de l’École Supérieure d’art et de design de Tours, Angers, Le Mans proposent par leur travail une approche poétique du lieu.

## Expositions
Des expositions annuelles sont organisées par l’Écomusée pour explorer un territoire en faisant dialoguer passé et présent :
- 2002 : exposition « Cernunos, dieu de la forêt, roi de la route »[11]
- 2011 : exposition « La légende du Véron » ;
- 2012-2013 : exposition « Les gallo-romains entre Loire et Vienne, 40 ans de découvertes archéologiques »[12] ;
- 2015-2016 : exposition « Mémoire de tuffeau, pierre tendre du Val de Loire »[13] ;
- 2015-2019 : exposition « Veau, vache cochon et Cie... », devenue permanente ;
- 2016 : exposition « Max Ernst en Touraine, de rencontres en créations »[14] ;
- 2017 : exposition « Rabelais, un humanisme dévoilé » [15];
- 2018 : exposition « Bocages en bords de Vienne » [16];
- 2019 : exposition  « Constellation Capricorne »[17],[18]
- 2020-2021 : exposition "Chut... Femmes, silence et parole"

Ces expositions temporaires permettent aussi à des artistes contemporains de s'exprimer comme Edi Dubien ou Richard Fauguet.